# Thank God I'm a Lesbian
Pour plus de détails, voir Fiche technique et Distribution.
Thank God I'm a Lesbian (littéralement : Dieu merci je suis lesbienne) est un film documentaire canadien de 1992 sur l'homosexualité féminine co-réalisé par Laurie Colbert et Dominique Cardona.

## Synopsis
Thank God I'm a Lesbian est un documentaire captivant qui témoigne de la diversité des identités lesbiennes.
Ce documentaire réuni un éventail de femmes d'ethnies et de milieux divers, ayant des expériences personnelles très différentes. Elles s'expriment toutes avec aisance, franchise et éloquence au sujet du coming out, du racisme, de la bisexualité, du sadomasochisme, de l'apport du féminisme lesbien aux mouvements féministes, de l'outing, de l'hétéronormativité, de la fidélité et de la littérature lesbienne.
La force de Thank God I'm a Lesbian réside dans la représentation de la gamme de réactions et de réponses à chaque question. Il en ressort une diversité de perspectives et de sentiments qui remet en question l'idée qu'il existe une pensée de groupe chez les lesbiennes, une « communauté lesbienne ». L'élément principal partagé par toutes ces femmes étant leur bonheur de leur identité lesbienne et leur lutte pour l'établissement d'une image positive d'elles-mêmes.
Les réalisatrices entrecoupent les entretiens filmés de manière statique avec des séquences externes de photos d'illustration, de clips d'actualité et d'autres séquences historiques.

## Fiche technique
- Réalisation : Laurie Colbert, Dominique Cardona
- Productrice : Laurie Colbert
- Montage : Geraldine Peroni (en)
- Musique : Lee Pui Ming (en)
- Prise de son : Aerlyn Weissman
- Montage sonore : Celestine Natale
- Société de production :
- Pays de production :  Canada
- Langue : anglais canadien
- Format : 16mm, couleurs
- Genre : documentaire
- Durée : 55 minutes
- Dates de sortie :
  - Canada : 15 septembre 1992 au Festival international du film de Toronto

## Distribution
- Dionne Brand : elle-même
- Nicole Brossard : elle-même
- Lee Pui Ming : elle-même
- Becki Ross : elle-même
- Julia Creet : elle-même
- LaVerne Monette : elle-même
- Sarah Schulman : elle-même
- Chris Bearchell : elle-même
- Chris Phibbs : elle-même
- Ann-Marie MacDonald : elle-même